# سايتو موساشيبو بينكه
سايتو موساشيبو بينكه (باليابانية: 西塔武蔵坊弁慶) عاش في الفترة بين (1155 - 1189) أو يعرف بشكل شعبي باسم بينكه هو محارب راهب ياباني (سوهيه) خدم ميناموتو نو يوشيتسونه. يعرف على أنه رجل شديد القوة والإخلاص في الفلكلور الياباني، كما أن الكثير من القصص عن حياته تصور في مسرح الكابوكي والنو بحيث تختلط الحقائق مع الأساطير عن حياته.